# Under stjernerne på himlen
"Under stjernerne på himlen" (tradução portuguesa: "Debaixo das estrelas do céu") foi a canção que representou a Dinamarca no Festival Eurovisão da Canção 1993 que teve lugar em Millstreet, na Irlanda. Foi interpretada em dinamarquês pela banda Tommy Seebach Band.

## Concepção
Seebach escreveu a música como uma canção de ninar para sua filha, e sua família o encorajou a sugeri-la como finalista da final dinamarquesa em 1993, onde venceu.
O resultado decepcionante neste concurso, juntamente com a expansão do concurso após o colapso da Iugoslávia e o União Soviética, significou que a Dinamarca foi rebaixada de competir na Eurovisão de 1994, fazendo com que eles perdessem um final pela primeira vez desde 1977. A mídia reagiu mal a isso, colocando a culpa em Seebach pessoalmente, que seu filho mais tarde revelou ser uma das principais razões para o pai descida ao alcoolismo e depressão, que levou ao seu divórcio e, finalmente, sua morte prematura dez anos depois. Embora Seebach tivesse ficado sóbrio na época, os muitos anos de bebedeira causaram danos permanentes em seu coração, o que levou ao ataque cardíaco mortal em 2003. "Under stjernerne på himlen" foi tocada no funeral de Seebach, enquanto o caixão era carregado da Igreja.

## Apreentação
Foi a quinta canção a ser interpretada na noite do evento, a seguir à canção suíça "Moi, tout simplement"  interpretada por Annie Cotton e antes da canção grega "Eladha, Hora Tu Fotos" cantada por Keti Garbi. Termou a competição em 22.º lugar (entre 25 participantes), obtendo um total de 9 pontos.
O fraco resultado aliado à expansão do Festival para os países daEuropa de Leste, fez com que a Dinamarca fosse excluída de participar no ano seguinte. Devido a este facto, Tommy Seebach foi duramente criticado no seu país natal, ele sentiu muito as críticas que conduziram ironicamente (tendo em conta o título da canção) ao fim de uma estrela (ele era muito famoso na Dinamarca até àquele ano) tanto na via pessoal (divorciou-se e começou a embriagar-se) e profissional. A Dinamarca voltou a participar em 1995 com a canção Fra Mols til Skagen, interpretada por Aud Wilken.

## Autores
A canção tinha letra de Keld Heick, música de Tommy Seebach e foi orquestrada por Georg Keller.

## Letra
A canção é uma balada de amor, com Seebach convidando a sua amante ou uma criança (a letra não é clara quanto a isso) a "navegar" com ele até à terra dos sonhos.